# JustUsBoys
JustUsBoys, algumas vezes abreviado como JUB, é uma grande comunidade pornográfica gay online, que conta com fóruns, blogs e uma revista eletrônica mensal.
O site ainda traz análises críticas do pornô das mais importantes empresas do ramo, incuindo a Broke Straight Boys, Corbin Fisher, Pride Studios - CircleJerkBoys.com, MenOver30.com & ExtraBigDicks.com, Next Door Buddies, Randy Blue, Sean Cody, Raging Stallion, Falcon Studios, 8teen Boy, College Boy Physicals e Frat Men.

## Prêmios
O site ganhou duas Cybersocket Web Awards: A primeira foi na categoria de melhor site adulto livre e, a segunda, foi na 7° premiação anual, com o prêmio de melhor e-zine erótico.